# Aranda de Moncayo
Aranda de Moncayo és un municipi d'Aragó a la província de Saragossa i enquadrat a la comarca d'Aranda.
El passat més remot del qual es té notícia és de l'assentament d'una sèrie de "castros" celtibers dins de l'actual terme d'Aranda, el més conegut dels quals és Aratikos. Aquest castro serà posteriorment romanitzat, ampliant-se el seu perímetre defensiu amb noves fortificacions, augmentant el nombre d'habitants i tenint inclús una seca. En l'època alt-medieval, la població es traslladarà cap al pla.
Ja en el segle xi, per raons defensives en una nova època de conflictes bèl·lics, els musulmans decidiran traslladar la població al seu actual emplaçament, sobre el cim que domina el riu Aranda, construint una fortalesa i una sèrie d'habitatges, a més d'una mesquita. Aquesta població ocuparia aproximadament la zona del barri del Castell i Porta Moral, que posteriorment s'ampliaria sobre el pla descendent del cim fins al barranc de las Pozas.